# Coupe Memorial 1951
Navigation
Édition précédente Édition suivante
La finale de l'édition 1951 de la Coupe Memorial est présentée au Maple Leaf Gardens de Toronto en Ontario, au Barrie Arena de Barrie, également en Ontario ainsi qu'au Colisée de Québec, dans la province de Québec et est disputé entre le vainqueur du Trophée George T. Richardson, remis à l'équipe championne de l'est du Canada et le vainqueur de la Coupe Abbott remis au champion de l'ouest du pays.

## Équipes participantes
- Les Flyers de Barrie de l'Association de hockey de l'Ontario, en tant que champion du Trophée George T. Richardson.
- Les Monarchs de Winnipeg de la Ligue de hockey junior du Manitoba en tant que vainqueur de la Coupe Abbott.

### Résultats
| Match | Vainqueur        | Résultat | Perdant              |
| ----- | ---------------- | -------- | -------------------- |
| 1     | Flyers de Barrie | 5-1      | Monarchs de Winnipeg |
| 2     | Flyers de Barrie | 5-1      | Monarchs de Winnipeg |
| 3     | Flyers de Barrie | 4-3      | Monarchs de Winnipeg |
| 4     | Flyers de Barrie | 9-5      | Monarchs de Winnipeg |

## Effectifs
Voici la liste des joueurs des Flyers de Barrie, équipe championne du tournoi 1952 :
- Entraîneur : Hap Emms
- Joueurs : Lionel Barber, Marv Brewer, Réal Chevrefils, Don Emms, Paul Emms, Bill Hagan, Lorne Howes, Leo Labine, Jack McKnight, Doug Mohns, Jim Morrison, Danny O'Connor, Lloyd Pearsall, George Stanutz, Jerry Toppazzini, Doug Towers, Ralph Willis, Chuck Woods, Jack « Gabby » White.